# 斯特凡·尼曼雅

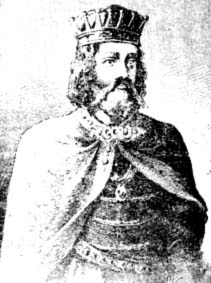
斯特凡·尼曼雅一世

斯特凡·尼曼雅（音標[ˈstɛfaːn ˈnɛmaɲa]，1113年–1199年2月13日），中古時代塞爾維亞貴族，1166年-1199年之間接續武坎诺维奇王朝（Вукановићи/Vukanovići）成為中古塞爾維亞拉什卡（Рашка）的大茹潘（Велики Жупан）。他控制了鄰近包含澤塔（Zeta/Duklja）的塞爾維亞人地區，將之統一，建立尼曼雅王朝。由於他死後多神蹟，他被視為東正教的聖人。

## 生平
斯特凡·尼曼雅為於1109年生於裡布尼察（Ribnica）相當於現今的波德戈里察，是Zavida的長子。傳聞Zavida是孚勘挪維奇王朝遭流放的Zachlumia茹潘，但是並沒有明確的證據。
十二世紀，拉西亞的大祖籓斯特凡·尼曼雅將奇塔與拉西加兩區統一，在1180年成功的脫離了拜占庭的統治，建立了尼曼亞王朝，是為塞爾維亞第一個國家組織。
尼曼亞的三子羅斯塔克於1192年離家進入希臘聖山阿索斯山的東正教修院，獲名為薩瓦（Sava）。
而尼曼亞於1195將澤塔、特雷比涅、Hvosno以及首都托普利卡完全交由其長子福肯後，亦於1196年加入羅斯塔克的修院，獲名為西緬(Simeon)，並且將統治權交由次子斯特凡·尼曼伊奇繼承。
1198年，西緬與薩瓦兩人重建了聖山的希勒德(Hilandar)修院，成為當時塞爾維亞修道士的生活中心。隔年二月，西緬去世，被封為聖徒，後世稱為聖西緬。
由於尼曼亞將統治權交由次子斯特凡二世繼承，因而導致福肯的不滿，引發了內戰。內戰期間，福肯曾經一度獲得優勢，在1202-1204年之間取代斯特凡二世為塞爾維亞大茹潘。直到1206年，薩瓦將其父的遺骨移回拉西加，為此，兩兄弟方才結束了內戰，各自歸回封地。
| 斯特凡·尼曼雅 尼曼雅王朝出生于：1113年逝世於：1199年2月13日 | 斯特凡·尼曼雅 尼曼雅王朝出生于：1113年逝世於：1199年2月13日 | 斯特凡·尼曼雅 尼曼雅王朝出生于：1113年逝世於：1199年2月13日 |
| 統治者頭銜                                                  | 統治者頭銜                                                  | 統治者頭銜                                                  |
| ----------------------------------------------------------- | ----------------------------------------------------------- | ----------------------------------------------------------- |
| 前任者： Zavida                                             | 伊巴爾、托普利察、拉西纳、荒河的茹潘 不詳–1196年            | 繼任者： 斯特凡二世                                         |
| 前任者： 拜占庭皇帝 曼努埃爾一世                            | 萊斯科瓦茨的茹潘 1162年–1196年                              | 繼任者： 斯特凡二世                                         |
| 前任者： 斯特凡·蒂霍米爾                                    | 拉西加的大茹潘/塞爾維亞公爵 1166年–1196年                   | 繼任者： 斯特凡二世                                         |
| 前任者： 米海洛三世                                         | 杜克里亞茹潘 1186年-1196年                                  | 繼任者： 福肯二世                                           |
| 前任者： 斯特拉西米爾                                       | 西摩拉瓦的茹潘 1189年–1196年                                | 繼任者： 斯特凡二世                                         |